# Painel dos Frades (Painéis de São Vicente de Fora)

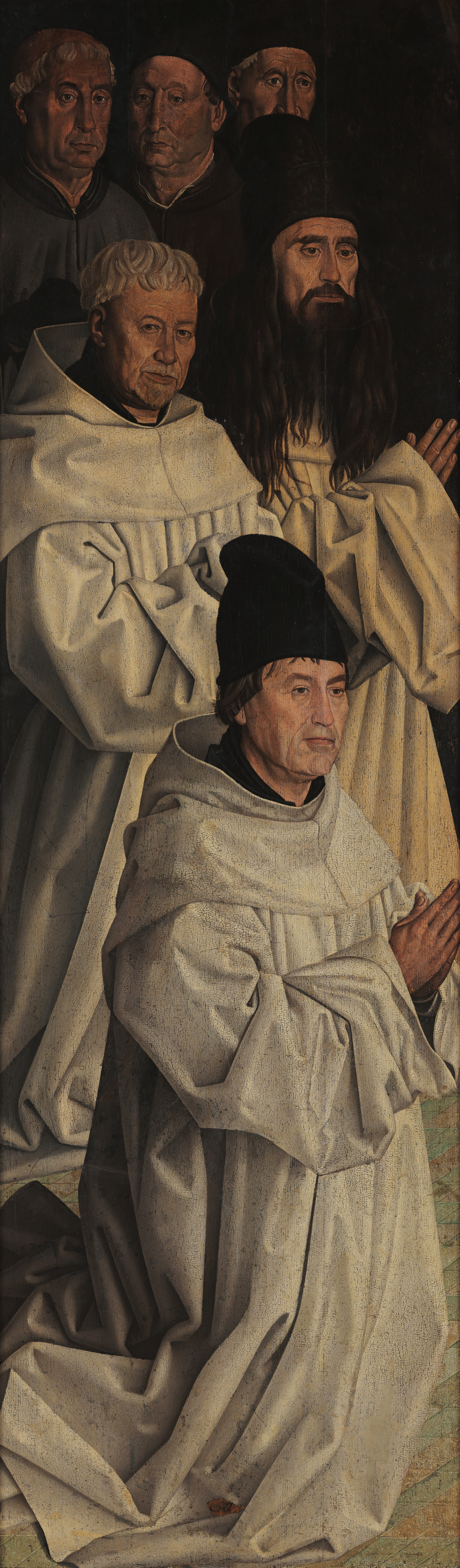
Painel dos Frades.

O painel dos Frades é um dos seis que constituem os Painéis de São Vicente de Fora, de Nuno Gonçalves, sendo o primeiro painel do políptico a contar da esquerda. Nele estão representados membros do clero regular – parte do clero onde se incluem monges, frades.... 
Inicialmente este painel estava ligado com o da Relíquia; porém, aquando da restauração da obra em 1909, por Luciano Freire, estes foram separados.
As personagens representadas são identificadas como sendo cistercienses de Alcobaça por se apresentarem de hábito branco, tendo sido consideradas  outras hipóteses, tal como a de se tratarem dos Agostinhos regulares do Mosteiro de S. Vicente de Fora.
Existem neste painel dois elementos a destacar, tanto pela sua simbologia como pelo sua representação ambígua. Em primeiro lugar, o espaço obscuro que se apresenta no canto superior direito. Acreditou-se que pudesse ser uma árvore, um tronco, uma cruz ou ainda, esta mais ligada à veneração a S. Vicente, uma tampa de caixão ou um leito de pregos (objectos relacionáveis com S. Vicente). Devido à representação é difícil dizer ao certo do que se trata, pode apenas dizer-se que não é de certo um espaço escuro apenas, pois na pintura, ao contrário da fotografia, por exemplo, cada espaço é alvo da atenção e trabalho de quem executa a obra.
Aguardando o término do restauro (com data prevista para março de 2021), acredita-se que a figura seja um cavalo, ainda não estando esta informação oficializada pelo Museu Nacional de Arte Antiga.
O segundo elemento de representação difusa trata-se do objecto carregado pela personagem que se apresenta vestida de verde no canto superior esquerdo. Nas suas mãos aparece um objecto escuro de contornos precisos que pode ser interpretado como sendo um barrete semelhante ao do frade que se apresenta de barbas. Porém, mais uma vez a veneração vicentina não pode ser deixada de parte na análise simbólica dos elementos do painel, e devido a tal facto, o objecto pode ser intrepretado como sendo uma das relíquias de S. Vicente tapada por um pano escuro. O estar coberta pode dever-se à tentativa de esconder a identidade da relíquia que poderia facilmente ser identificada por algum fiel, mesmo estando esta dentro de um relicário.
Há que notar ainda num outro pormenor que pode passar despercebido devido à cor escolhida para o representar. A mesma personagem que segura o barrete/relíquia tem sobre a cabeça o que se pode dizer que seja uma calota cor de carne (o que excluirá de imediato que o barrete que segura fosse seu), mas a forma que o cabelo toma na franja e nos flancos pode indicar que seja apenas calvície.
Na interpretação da Veneração ao Infante Santo e aos seus companheiros de martírio, este painel é o terceiro “III. A Morte do Infante (5/6/1443)”. Representa, segundo a Crónica do Infante Santo, os cativos religiosos e o físico que acompanharam o martírio do Infante. São eles, a partir da frente: Frei Gil, que foi o confessor inicial e muito próximo do Infante, falecido ainda em Arzila; Frei Pero Vaz e o físico Mestre Martinho, filho de Fernão Lopes, que estiveram com o Infante nas últimas horas (youtube Novos Painéis de S. Vicente livro).